# William Collum

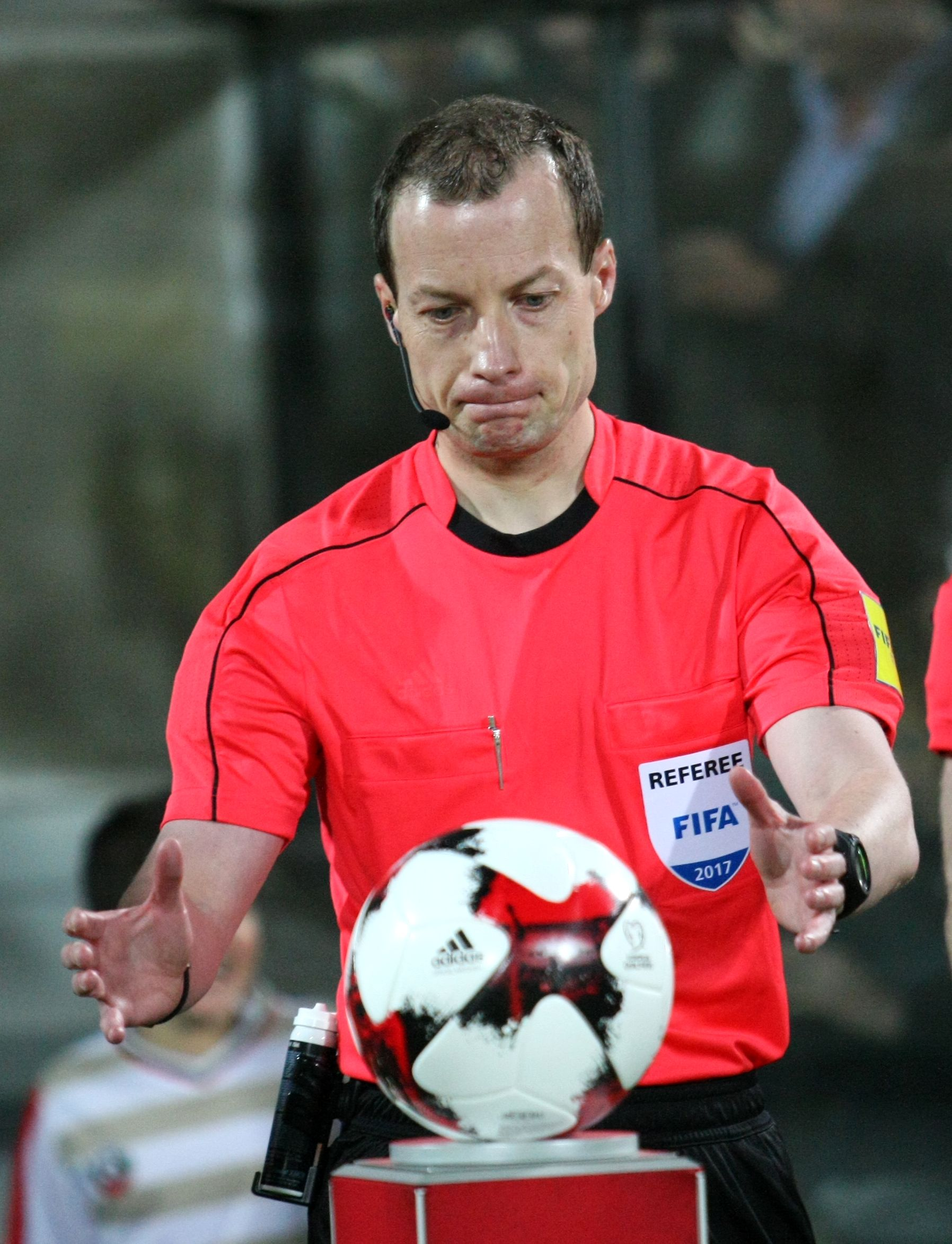
William Collum (März 2011)

William „Willie“ Collum (* 18. Januar 1979 in Glasgow) ist ein schottischer Fußballschiedsrichter. Er pfeift seit 2006 international für die FIFA und war bis 2024 in die höchste UEFA-Kategorie (Elite) eingeteilt.

## Leben und Karriere
William Collum begann mit seiner Schiedsrichtertätigkeit im Dezember 1993, seit Juni 2000 steht er in Diensten der Scottish Football Association. Sein Erstligadebüt gab er am 15. April 2006 bei einem 0:0 zwischen dem FC Falkirk und Dunfermline Athletic. Im selben Jahr stieg er zum FIFA-Referee auf und leitete bereits im August in der UEFA-Cup-Qualifikation sein erstes internationales Spiel NK Domžale gegen Hapoel Tel Aviv. Collum wurde im Juniorenbereich bei mehreren Turnieren an- und im Zuge dessen bei der U-19-Fußball-Europameisterschaft 2008 im Finale eingesetzt. Außerdem leitete er bei der U-20-Fußball-Weltmeisterschaft 2011 zwei Spiele.
Am 18. März 2012 war er Unparteiischer im Finale Celtic Glasgow gegen FC Kilmarnock des Schottischen Ligapokals 2011/12, welches 0:1 endete. Kurz vor Schluss verweigerte er Glasgow einen Elfmeter, woraufhin er Morddrohungen über das Internet und Drohanrufe bekam. Dies stelle für Collum jedoch keinen Grund dar, seine Karriere zu beenden.
Collum war als Torrichter Teil des schottischen Schiedsrichtergespannes bei der Fußball-Europameisterschaft 2012, welches unter Craig Thomson für zwei Vorrundenspiele eingesetzt wurde.
Im zivilen Leben ist Collum Lehrer für Religionskunde in North Lanarkshire. Er unterrichtet an der St. Aidan High School in Wishaw und der katholischen Cardinal Newman High School in Bellshill. An Letzterer war bis 2011 auch Leiter des Fachbereichs Religion, gab diese Arbeit jedoch zugunsten seiner Tätigkeit als Schiedsrichter auf.

## Statistik
| Saison    | Premier League | FA Cup | Europa League | Champions League | Länderspiele |
| --------- | -------------- | ------ | ------------- | ---------------- | ------------ |
| 2005/2006 | 1              | 2      | 0             | 0                | 0            |
| 2006/2007 | 8              | 1      | 0 / 1         | 0                | 0            |
| 2007/2008 | 14             | 0      | 0 / 1         | 0 / 1            | 2            |
| 2008/2009 | 17             | 4      | 3 / 0         | 0 / 1            | 3            |
| 2009/2010 | 23             | 1      | 4 / 1         | 0 / 1            | 1            |
| 2010/2011 | 21             | 2      | 3 / 1         | 3 / 1            | 0            |
| 2011/2012 | 19             | 4      | 4 / 0         | 2 / 0            | 1            |
| 2012/2013 | 24             | 3      | 2 / 0         | 4 / 0            | 2            |
| Gesamt    | 127            | 17     | 16 / 4        | 9 / 4            | 9            |

Anmerkungen: Stand der Liste: 30. April 2013. Die Einteilung „x / y“ beschreibt links des Schrägstriches die Anzahl der Einsätze im Wettbewerb und rechts die Spiele in der jeweilig dazugehörenden Qualifikation. Die Spalte „Länderspiele“ zählt sämtliche dieser im A-Bereich auf, sowohl Freundschaftsspiele als auch zum WM-/EM-(Qualifikations-)Spiele.
| Wettbewerb       | Datum         | Begegnung                            | Ergebnis  |
| ---------------- | ------------- | ------------------------------------ | --------- |
| UEFA-Cup         | 26. Feb. 2009 | VfB Stuttgart – Zenit St. Petersburg | 1:2 (0:1) |
| Champions League | 20. Okt. 2010 | FC Schalke 04 – Hapoel Tel Aviv      | 3:1 (1:0) |
| Champions League | 5. Dez. 2012  | Bayern München – BATE Baryssau       | 4:1 (1:0) |
| Champions League | 20. Feb. 2013 | Galatasaray Istanbul – FC Schalke 04 | 1:1 (1:1) |
| Champions League | 19. Okt. 2016 | Bayern München – PSV Eindhoven       | 4:1 (2:1) |
| Champions League | 11. Apr. 2018 | Bayern München – FC Sevilla          | 0:0       |
| Europa League    | 7. März 2019  | Eintracht Frankfurt – Inter Mailand  | 0:0       |

| Phase        | Datum         | Spielort | Heimmannschaft | Gastmannschaft | Ergebnis  |
| ------------ | ------------- | -------- | -------------- | -------------- | --------- |
| Gruppenphase | 13. Juni 2012 | Lemberg  | Dänemark       | Portugal       | 2:3 (1:2) |
| Gruppenphase | 16. Juni 2012 | Breslau  | Tschechien     | Polen          | 1:0 (0:0) |

| Phase        | Datum         | Spielort  | Heimmannschaft | Gastmannschaft | Ergebnis  |
| ------------ | ------------- | --------- | -------------- | -------------- | --------- |
| Gruppenphase | 15. Juni 2016 | Marseille | Frankreich     | Albanien       | 2:0 (0:0) |
| Gruppenphase | 21. Juni 2016 | Lens      | Tschechien     | Türkei         | 0:2 (0:1) |